# Cabarcos
Cabarcos és una localitat del municipi de Sobrado, a la comarca d'El Bierzo, a la província de Lleó.
És un poble limítrof amb la comarca de Valdeorras, situada a la província d'Ourense, de la qual el separen escassos metres, i des d'ells es pot accedir a O Barco de Valdeorras per una carretera comarcal.
Està situat a 740 metres d'altitud a la Serra de la Encina de la Lastra. Al davant al poble ens trobem les formacions rocoses en forma de pic de la Tara (1099 m.), el Pinouco i el Pinouquín, precisament del Pinouco neix la riera de Cabarcos que dona aigua als castanyers pròxims, una de les majors riqueses d'aquest poble. Proper, a uns pocs quilòmetres, es troba la Vall del Selmo .
S'accedeix seguint la carretera Ponferrada - Ourense i agafant el desviament que porta a Friera i, un cop arribat a aquesta localitat, seguir pel desviament que porta a Portela de Aguiar per continuar fins a Santo Tirso de Cabarcos.

## La Muntanya Medulio a Cabarcos
Recents estudis i troballes realitzades per l'historiador bercià Vicente Fernández Vázquez i Leandro Fernández Vázquez han desvetllat la possibilitat que a la rodalia es trobés l'emplaçament de la Muntanya Medulio on va tenir lloc l'última batalla entre els pobles prerromans i les legions romanes i on, en perdre aquells la batalla, es van suïcidar. Així i tot, l'emplaçament definitiu de la Muntanya Medulio, lluny d'aclarir-se, és motiu d'ardus debats donant-se molts altres llocs més o menys llunyans com a possibles.
La proximitat relativa de Las Médulas (anomenades pels vilatans Peñas Rubias) ajuda a avalar aquesta possibilitat.